# Observatoire volcanologique et sismologique de Martinique
Ne doit pas être confondu avec Observatoire du Morne des Cadets.
L'observatoire volcanologique et sismologique de Martinique, abrégé en OVSM, est un observatoire volcanologique français chargé de la surveillance de l'activité volcanique ainsi que de l'étude scientifique de la montagne Pelée (seul volcan actif de la Martinique) et de la surveillance de l'activité sismique locale et régionale. Créé en 1903 et installé dans l'observatoire du Morne des Cadets à partir de 1935, l'organisme de recherche déménage dans un nouveau bâtiment situé à l'habitation Blondel, à Saint-Pierre, en mars 2019.

## Histoire
À la suite de l'éruption de la montagne Pelée en 1902, un observatoire volcanologique est créé en 1903 à l'instigation d'Alfred Lacroix au sommet du Morne des Cadets, sur la commune de Fonds-Saint-Denis, le volcanologue français créant le deuxième observatoire volcanologique au monde après celui du Vésuve fondé en 1841. Faute de moyens, il est peu à peu délaissé jusqu'à sa fermeture en 1925.   
Après l'éruption de 1929-1932, qui rappelle avec fracas l'urgence de mettre en place une surveillance accrue du volcan, la construction du bâtiment actuel de l'observatoire du Morne des Cadets est décidée et réalisée de 1932 à 1935 par l'architecte Louis Caillat sur le Morne Moustin, situé un peu plus loin que le Morne des Cadets, ce qui n'empêche pas l'observatoire de conserver son nom initial. Il s'agit de l'une des premières constructions en béton en Martinique, avec l'église du Mouillage de Saint-Pierre et celle du Prêcheur, dont les matériaux ont été acheminés à dos de mulet. Il est alors sous la responsabilité du Service Météorologique et de Physique du Globe jusqu'en 1946 date à laquelle la mission d'observation du volcan est confiée à l'Institut de physique du globe de Paris. La structure est dénommée Observatoire du Morne des Cadets ou Observatoire volcanologique de la Montagne Pelée jusqu'en 2005 où il prend son nom actuel d'Observatoire volcanologique et sismologique de Martinique.
À la suite de problèmes de vétusté, la construction d’un bâtiment débute en 2015 à Saint-Pierre (à 2 kilomètres en contrebas de l’ancien observatoire). Il entre en fonction en avril 2019, et est officiellement inauguré le 13 décembre 2019,. Il a pour fonctions « la surveillance de l'activité du volcan, mais aussi la sismicité et le risque de tsunamis ».

## Direction
- 1902-1903 : Alfred Lacroix
- 1903-1905 : Jean Giraud
- 1905-1911 : M. Guinoiseau
- 1929-1932 : M. Boutin
- 1959-1965 : Henri Grunevald
- 1965-1970 : Sylvain Eschenbrenner
- 1970-1984 : Jean-Pierre Viodé
- 1984-1990 : Georges Boudon
- 1990-2005 : Jean-Pierre Viodé
- 2005-2008 : Sara Bazin
- 2008-2018 : Valérie Clouard
- 2018-2020 : Anne-Marie Lejeune
- 2020-2022 : Fabrice Fontaine
- 2022-2024 : poste vacant (direction intérimaire)
- depuis 2024 : Jérôme Vergne